# Campionati europei di maratona canoa/kayak 2018
I Campionati europei di maratona canoa/kayak 2018 sono stati la 15ª edizione della competizione continentale. Si sono svolti a Metković, in Croazia. dal 5 all'8 luglio 2018.

## Medagliere

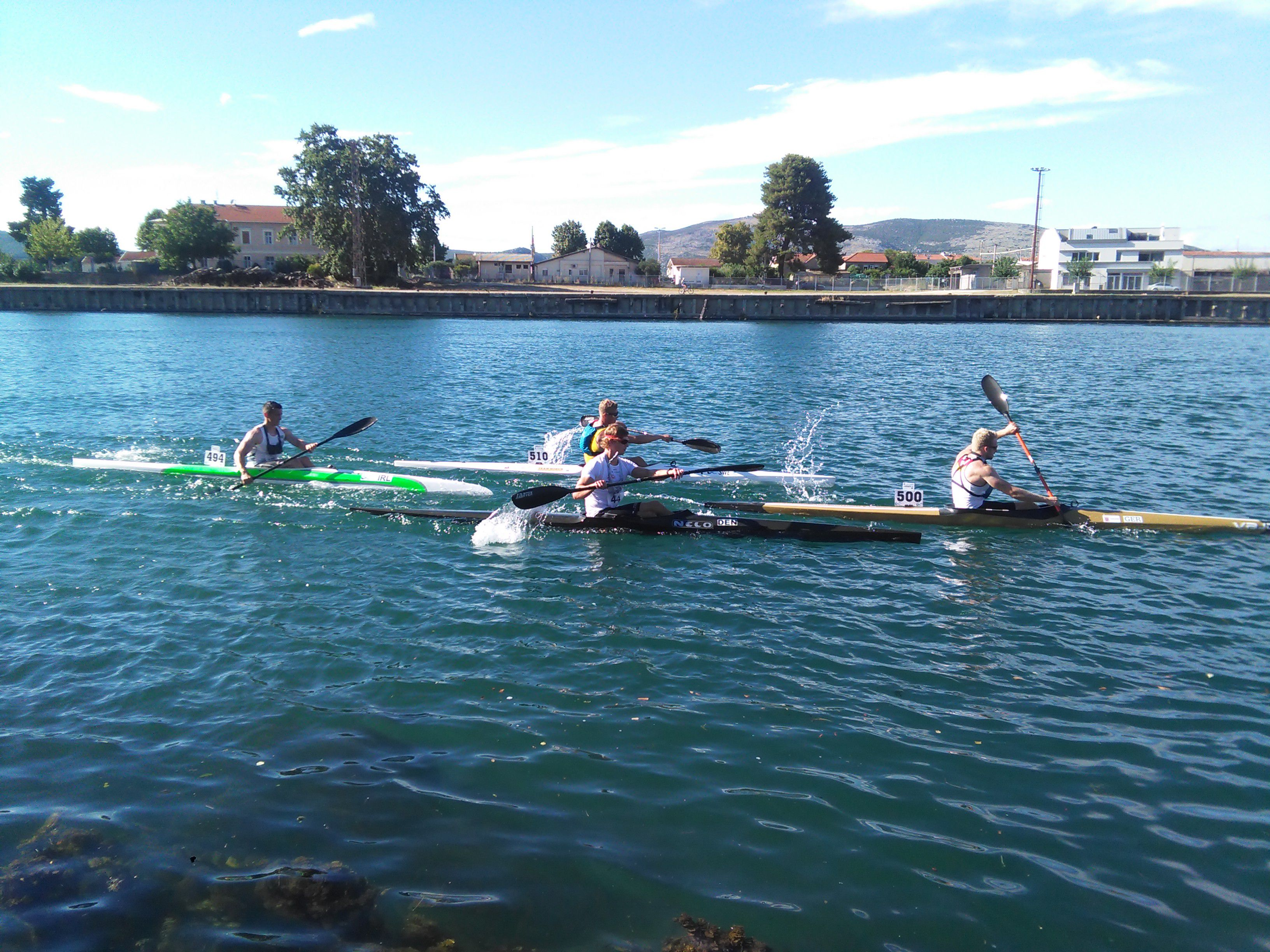

| Pos.   | Paese         | Oro | Argento | Bronzo | Totale |
| ------ | ------------- | --- | ------- | ------ | ------ |
| 1      | Ungheria      | 3   | 3       | 2      | 8      |
| 2      | Spagna        | 2   | 0       | 2      | 4      |
| 3      | Portogallo    | 1   | 1       | 0      | 2      |
| 4      | Ucraina       | 1   | 0       | 1      | 2      |
| 5      | Polonia       | 0   | 1       | 0      | 1      |
| 5      | Francia       | 0   | 1       | 0      | 1      |
| 5      | Croazia       | 0   | 1       | 0      | 1      |
| 8      | Rep. Ceca     | 0   | 0       | 1      | 1      |
| 8      | Gran Bretagna | 0   | 0       | 1      | 1      |
| Totale | Totale        | 7   | 7       | 7      | 21     |

## Podi

### Uomini
| Evento    | Oro                                | Perform. | Argento                                 | Perform  | Bronzo                              | Perform. |
| Canoa C-1 | Manuel Antonio Campos              | 2h03'20" | Rui Lacerda                             | 2h04'01" | Jakub Brezina                       | 2h05'31" |
| Canoa C-2 | Spagna Óscar Graña Diego Romero    | 1h55'33" | Polonia Mateusz Borgiel Mateusz Zuchora | 1h55'48" | Ungheria Dániel Laczó Gergely Nagy  | 1h55'54" |
| Kayak K-1 | José Ramalho                       | 2h05'35" | Adrián Boros                            | 2h05'49" | Krisztián Máthé                     | 2h05'50" |
| Kayak K-2 | Ungheria Adrián Boros László Solti | 1h54'46" | Francia Lucas Edwin Stéphane Boulanger  | 1h55'13" | Spagna José Julián Miguel Fernández | 1h55'16" |

### Donne
| Evento    | Oro                                | Punti    | Argento                             | Punti    | Bronzo                         | Punti    |
| Canoa C-1 | Liudmyla Babak                     | 1h22'50" | Vanesa Tot                          | 1h24'28" | Mariia Honcharova              | 1h24'35" |
| Kayak K-1 | Renata Csay                        | 1h58'34" | Zsófia Czéllai-Vörös                | 1h59'40" | Lizzie Broughton               | 2h00'24" |
| Kayak K-2 | Ungheria Vanda Kiszli Sára Mihalik | 1h53'25" | Ungheria Renata Csay Alexandra Bara | 1h53'36" | Spagna Amaia Osaba Eva Barrios | 1h56'02" |